# 则里拉山口
则里拉山口（藏文意为“可爱的平坦隘口”，它是錫金與西藏之間最平坦、最好走的隘口）旧译咱利纳，位於中國西藏自治区日喀則市亞東縣與印度錫金邦的邊境。海拔14,390英尺（4,390米），山口长度46米（151英尺）。
则里拉山口和乃堆拉山口是联系西藏和锡金之间的两个主要山口，也是藏印之間两条主要的陸路貿易通道之一。经甘托克通道走乃堆拉山口，经噶伦堡通道走则里拉山口。雖然則里拉山口海拔比乃堆拉山口的14,200英尺（4,300米）稍高，但由於地形較為平坦，貿易商偏好走則里拉山口。

## 历史
則里拉山口很早就成為西藏和印度之間的貿易通道。英國殖民印度後，在1884年開始在錫金修建公路通往西藏邊境，引起藏人疑慮。1886年，二百名藏軍越過則里拉山口，在隆吐山修築堡壘炮台。英國政府主張隆吐山是在錫金境內，藏軍駐守隆吐山是「越界戍守」，向清政府要求藏軍撤出隆吐山，藏軍不予理會，1888年爆發隆吐山戰役，英軍擊潰藏軍。清廷派駐藏大臣升泰赴印度與英國簽訂了《中英藏印條約》和《中英藏印續約》，劃定藏錫邊界。
1903年，榮赫鵬入藏要求談判被拒，於12月率領英軍從則里拉山口再度入藏要求談判，於1904年攻陷拉薩，榮赫鵬與西藏官員簽訂《拉薩條約》，此役藏人稱為「木龍年戰爭」。
1910年，為了逃避川軍的入藏，十三世達賴喇嘛從則里拉山口出走到噶倫堡和大吉嶺，在那裡停留近兩年。在此期間，他應印度總督明托伯爵之邀到加爾各答，恢復與英國的關係。
1959年西藏叛乱被中國政府镇压后，则里拉山口成为藏人逃往印度的一个管道。
1967年中印邊境衝突（一說1965年印巴戰爭）後，中國人民解放軍佔領了則里拉山口，山口關閉至今。